# Chaetanthera microphylla
Chaetanthera microphylla là một loài thực vật có hoa trong họ Cúc. Loài này được (Cass.) Hook. & Arn. mô tả khoa học đầu tiên năm 1835.